# یواس‌اس ادپت (ای‌اف‌دی-۲۳)
یواس‌اس ادپت (ای‌اف‌دی-۲۳) (به انگلیسی: USS Adept (AFD-23)) یک کشتی بود که طول آن ۲۸۸ فوت (۸۸ متر) بود. این کشتی در سال ۱۹۴۴ ساخته شد.